# コンプリート・ノービス
『コンプリート・ノービス』は著者・田尾典丈、イラスト・籠目による日本のライトノベル。富士見ファンタジア文庫（KADOKAWA）より2013年12月から2015年2月まで刊行。

## あらすじ
人のありとあらゆるパーソナリティをデジタル化してゲームの中へ転送し、現実と同じ感覚でロールプレイをしながら遊ぶデジタイズMMORPG〈アストラル・イノベーター〉。レベルが支配するこのゲーム世界で、主人公イチノはある目的のためにレベル1ソロプレイで攻略を続けていた。
ある時、イチノはレベル51のプレイヤーサクラと決闘を行い、これに勝利する。だが敗北に納得のいかないサクラはイチノのチート行為を疑い彼を非難、不正行為を暴こうと意気込むサクラにイチノは監視されることになる。

## 登場人物
イチノ
本作の主人公。
レベルによる補正が顕著なデジタイズMMORPG<アストラル・イノベーター>にて、頑なに最弱であるレベル1を貫きながら攻略を続けているソロプレイヤー。
レベル1を維持し続けている以上、常に「ダメージを受ければ即死亡」の状態とも言えるが、そんな現状とは裏腹にゲーム中で一度も死亡したことがない。
相手の動きをフレーム単位で見切って攻撃の回避・相殺を行い、それらが間に合わない場合は彼の唯一のスキルスロットに設定しているスキル<アストラル・ガード>でダメージを無効化するという戦闘スタイルをとっている。意識的にフレームを見切ることができるという常人離れした反射神経は、しばしば他者からチート行為を疑われるほどである。
現実世界での本名は野上弌（のがみ はじめ）。高校三年生。両親と妹の4人家族だが、とある事情により現在は一人暮らしのような生活をしている。
サクラ

## 既刊一覧
- 田尾典丈（著）・籠目（イラスト）、富士見書房→KADOKAWA〈富士見ファンタジア文庫〉、全○巻
  - 『コンプリート・ノービス レベル1の最強剣士』、2013年12月20日発売[1]、ISBN 978-4-04-712976-4
  - 『コンプリート・ノービス2 憂鬱なソーサラー』、2014年2月20日発売[2]、ISBN 978-4-04-070038-0
  - 『コンプリート・ノービス3 不審なプリースト』、2014年6月20日発売[3]、ISBN 978-4-04-070201-8
  - 『コンプリート・ノービス4 覚醒せし妖精』、2014年10月18日発売[4]、ISBN 978-4-04-070202-5
  - 『コンプリート・ノービス5 魂の革新』、2015年2月20日発売[5]、ISBN 978-4-04-070466-1